# Ophthalmolabus schoutedeni
Ophthalmolabus schoutedeni is een keversoort uit de familie bladrolkevers (Attelabidae). De wetenschappelijke naam van de soort werd in 1939 gepubliceerd door Eduard Voss.